# 溶原変換
溶原変換（ようげんへんかん、英: lysogenic conversion）とはテンペレートファージの溶原化に伴い真正細菌の表現型が変化する現象。溶原変換により真正細菌の外膜や宿主に対する病原性が変化することがある。
例:
- Corynebacterium diphtheriaeはジフテリア毒素をファージβによる感染を受けた時にのみ産生する。この場合、毒素をコードする遺伝子はCorynebacterium diphtheriaeが本来持つ遺伝子ではなくファージによって持ち込まれた遺伝子である。
- コレラ菌はファージCTXφの感染によって毒素非産生株がコレラトキシンを産生する毒素産生株へと変化する。
- ボツリヌス菌はボツリヌス中毒症を起こす。
- 化膿レンサ球菌は猩紅熱を起こす。
- 志賀毒素